# Fram, ursul polar
Fram, ursul polar este un roman al scriitorului Cezar Petrescu, publicat în anul 1932.

## Sumar
Pentru ultima dată în acel oraș, Miss Ellian se prezintă în arena circului Struțki, cu cei 12 tigri de Bengal și apoi dând reprezentație și Fram, Ursul Polar. Spectatorii sunt profund impresionați. Fram, Ursul Polar intra fără îmblânzitor și își făcea numerele fără ghidare. Cu toate acestea, tocmai în seara de adio, Fram nu mai apărea. Spectatorii sunt foarte nemulțumiți. Într-un târziu, Fram vine pe scenă, dar fără să mai execute nimic. După un timp în patru labe, ca un animal oarecare, pleacă spre cușca sa.
Doi copii vizitează menajeria circului Struțki. Fram stă nemișcat  în cămară, închis cu zăvorul, deși nu este agresiv. Acesta visează la zilele copilăriei lui de mult apuse, înainte de a fi luat de eschimoși și vândut pentru circ. Își amintește de peștera unde s-a născut și de ursoaică, mama lui, cu care călătorise pe un sloi de gheață. Pe o insulă, ursoaica simte un miros străin, de om și de câine, înainte de a fi împușcată. De acolo, Fram se trezește pe o corabie, unde marinarul Lars îl botează, după numele corabiei renumite cu care Lars străbătuse ținuturile polare (în limba norvegiană înseamnă „înainte"). Fram este vândut pentru zece sticle de rom și, curând, ajunge la circul Struțki. Vreme de șapte ani este fala circului. Acum, acesta tânjește după ghețurile polare.
Un fost vânător, pasionat de studierea urșilor, îl convinge pe directorul circului să-l trimită înapoi pe Fram, la pol. Acesta nu ar fi vrut, ca să nu piardă bani, dar ulterior realizează că poate câștiga din reprezentații în folosul lui Fram. 
Ajuns la pol, Fram, nerăbdător dispare rapid între ghețuri. Curând cunoaște viscolul, și, neadaptat, Fram se „încălzește” făcând acrobații și giumbușlucuri. Viața la pol era un pic mai grea decât și-ar fi imaginat. Fără nimeni care să-i poarte de grijă, acesta trebuie să se descurce singur. 
Instinctiv, se îndreaptă spre țărm. Văzu câteva foci, dar, amintindu-și de trupa de foci de la circul Struțki, nu le putu ataca. Ajuns pe o altă insulă, o găsi plină de urme de animale. Se luă după urmele de urs polar. Ursul străin sări la bătaie, dar Fram se folosi de mișcările învățate la circ, ca să-l învingă și-l sperie. Trist, Fram realizează că și alte vietăți fugeau de el, considerându-l dușman. Cu toate astea, Fram ajunge să profite de morsele ursului străin, deși acesta, Fram îl poreclise „Căpățânosul”, s-a săturat să vâneze pentru altul și a plecat de pe insulă, pe un sloi plutitor. Treptat, Fram învață să-și facă adăpost de viscol.
Fram întâlnește o ursoaică și doi pui și încearcă să fie prietenos, în stilul lui de circar, fără succes. Întâlnește și alți urși, care se speriau să vadă unul de-al lor cum face salturi mortale, pași de vals, echilibru în cap și mers în labele dinainte. Îndată, cei întâlniți își abandonează hrana și fug. „Ceva tainic și rău, neînțeles, îl despărțea de urșii sălbatici ai polului.” Așa, Fram tot călătorește pe sloiuri întâlnind dușmănie și frică din partea urșilor albi. 
Așa cum înainte tânjea după întoarcerea la pol, acum Fram se chinuiește cu gândul la oameni. Disperat de viscol și singurătate, el merge în neștire pe banchize. Ceilalți urși par să fi dispărut. Deodată, îi iese în cale un pui de urs. E singur. Ursoaica, mama lui, a fost ucisă în lupta cu un alt urs polar, iar puiul a scăpat, fugind, doar cu o rană. Puiul de urs îl duce pe Fram la locul cu pricina și acesta o ia pe urmele ursului ucigaș. Îl găsește ușor și-l izbește cu dinții de gheață.
Puiul de urs primește și un nume: Zgăibărici. Cu mirosul mai bun decât al lui Fram, acesta găsește „depozitul” ursului bătut: două morse înghețate. Acolo poposesc cei doi, în adăpost, până ce trece noaptea polară. Se mai întâlnesc cu ursul ucigaș al ursoaicei, care slăbise pentru că Fram îi fărâmase câțiva dinți și el nu mai era la fel de puternic ca înainte. Fram îi redă adăpostul și hrana, apoi pleacă mai departe, cu puiul de urs. La puțin timp, puiul o zbughește îndărăt și îl mușcă pe urs de gât ca să-și răzbune mama.
Fram își reia obiceiul de a goni urșii albi cu giumbușlucuri, servindu-se din vânatul lor. Într-o zi, Fram își găsește micul protejat exersând giumbușlucurile sale. Fram îl scutură bine și se hotărăște să-l părăsească, ca Zgăibărici să ajungă un urs normal.
Iarăși, Fram plutește fără țintă, neașteptând nimic bun. Sloiul lui se oprește într-un loc unde pescuia un copil de eschimos. Fram se străduie să-l atragă cu tot ce știa de la circ, dar copilul era îngrozit. Eschimosul îl crede un urs vrăjit și-i arată jucăriile lui, cerându-i să le transforme în arme adevărate. Dezamăgit de neputința lui Fram de a-i preface jucăriile, eschimosul vrea să-l săgeteze, dar Fram prinde săgețile din zbor și-i rupe armele, după care îl părăsește. Nimeni dintre eschimoși nu a crezut vreodată povestea lui Nanuc despre ursul vrăjit.
Otto și Egon, doi oameni de pe vaporul care-l adusese pe Fram, își pierd câinii și săniile când o banchiză de gheață se despică. Rămași în viață, cei doi n-au provizii, arme și sunt la o distanță de 48 ore de coliba lor. Sunt prinși într-o furtună de gheață și îngheață când îi găsește Fram. Recunoscându-i după miros, acesta îi încălzește cu blana lui după care îi conduce la adăpostul lui, unde avea carne de focă. Vânătorii s-au întors, cu Fram, la coliba lor. La venirea corabiei, Fram se suie singur în barcă, dorind să fie luat și el.

## Ilustrații deNicolae Tonitza

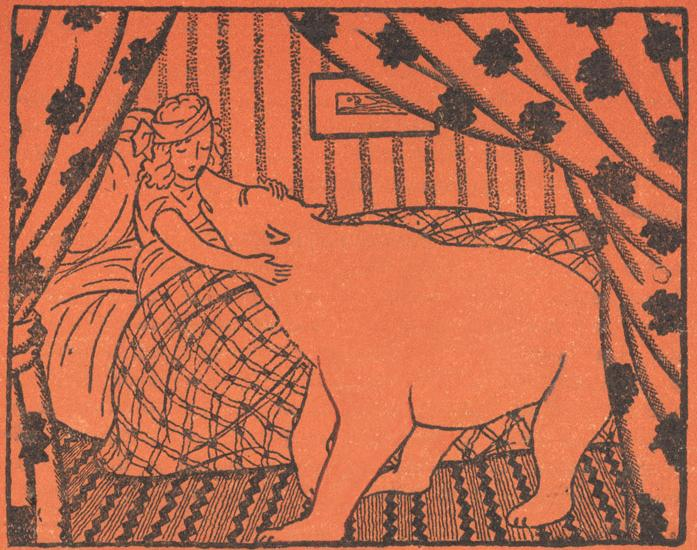
Cap. 3
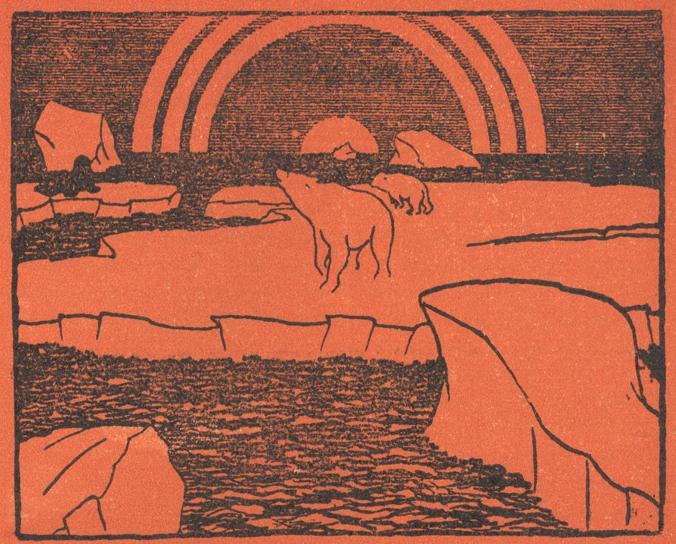
Cap. 5
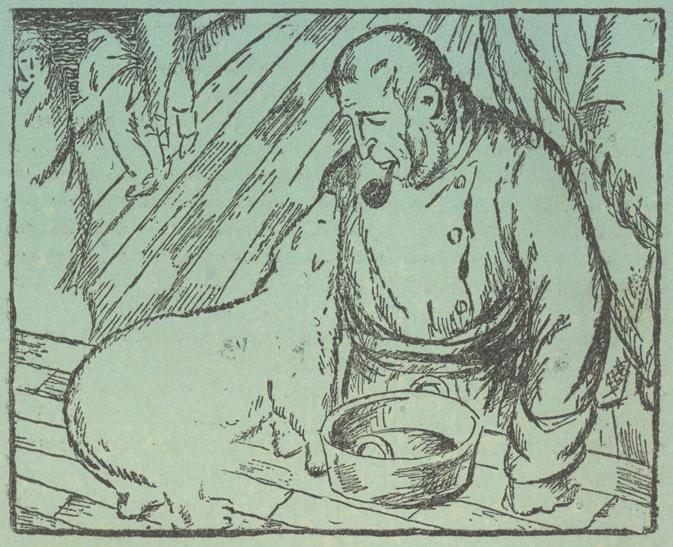
Cap. 7
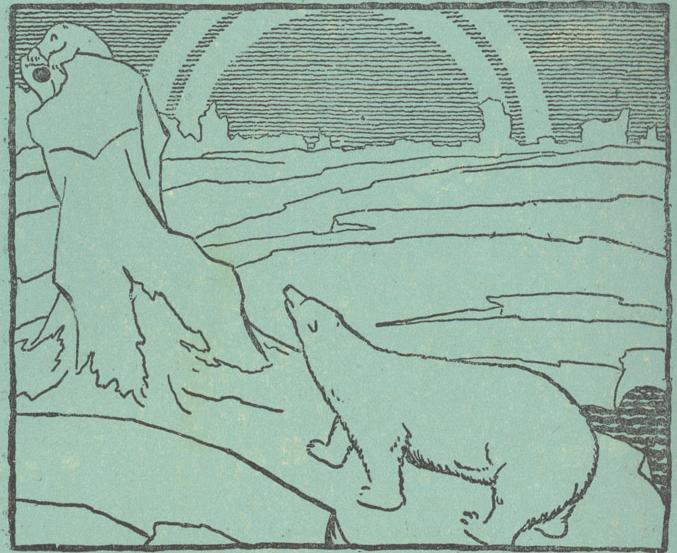
Cap. 12
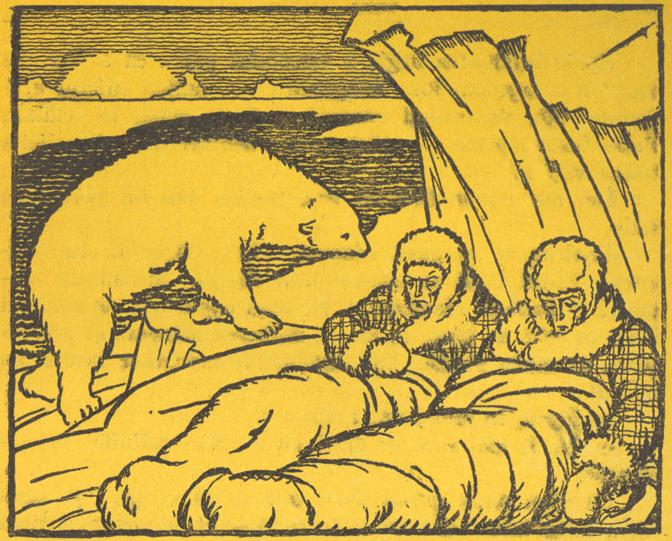
Cap. 15

## Ecranizare
În 1983 romanul a fost adaptat într-un serial, Fram de șase episoade în regia Elisabetei Bostan. În rolurile principale au jucat Violeta Andrei, Octavian Cotescu, Carmen Galin și Adrian Vîlcu.
Spre deosebire de carte, în serial evenimentele au loc în ajunul anului 1900. Circul vine în oraș și sunt introduși membrii familiei Mărculescu, saltimbanci.

## Traduceri în alte limbi
- în limba franceză: Fram, l'ours polaire, a fost publicată[4] în 1959, tradusă de Luce Vidal și ilustrată de Henri Dimpre, colecția Nouvelle bibliothèque rose, editura Hachette Jeunesse; carte aproape dispărută din circulație astăzi.
- în limba germană: Fram, der Eisbär, prima ediție în 1960, Editura Jugendverlag - Bukarest, ASIN B002Z2SNK0
- în limba germană: Fram, der Eisbär, cu ilustrații de Dan Ungureanu și în traducerea lui Maria Herlo, Hardcover, 2023, Editura WaRo-Verlag Heidelberg, ISBN 978-3-938344-48-4